# Клан Кіннер
Клан Кіннер (шотл. — Clan Kinnear) — один з кланів рівнинної частини Шотландії — Лоуленду. На сьогодні клан не має визнаного герольдами Шотландії та лордом Лева вождя, тому цей клан називається в Шотландії «кланом зброєносців».
Гасло клану: I Live In Hope - Я живу з надією
Землі клану: Файф

## Історія клану Кіннер
Є різні варіанти написання назви клану Кіннер. Вважається, що назва клану має територіальне походження і походить від назви землі Кіннер, що біля Ворміта, що в області Файф. Згідно історичних переказів самого клану Кіннер, клан походить від Симаеона мак Міхаела (Саймона мак Майкла), що дав одну карукату (одиниця земельної площі в середньовіччі) із земель Кахелай (гельск. — Cathelai) церкві Сент-Ендрюс. Цей дар був підтверджений королем Шотландії Малкольмом IV. 
Клан Кіннер був спочатку васалом пріорату Сент-Ендрюс (Святого Андрія) у землях Кахлах. Цими землями клан володів до початку XVIII століття.
Після завоювання Шотландії королем Англії Едвардом І Довгоногим у 1296 році вождь клану Кіннер — сер Джон де Кінер (шотл. — Sir John de Kyner) змушений був принести присягу на вірність королю Англії, виконати омаж королю Англії та підписати присягу - «Рагман Роллс». 
Петрус Кінор (шотл. — Petrus Kynior) був обраний радником міста Абердин у 1477 року. Джон де Кінор (шотл. — John de Kynor) був відомим жителем міста Абердин в 1439 році. Ще відомо про мешканця Абердина Адама Кінора з документів 1457 року. 
Джон Кінер успадкував маєтки свого батька Девіда Кінера де Еодема в 1543 році. Генрі Кіннер Кіннерський був каштеляном замку абатства Балерміно у 1574 році. Джон Кіннер був бейлі (цивільним офіцером самоврядування) в цьому ж абатстві.